# Venus van Milo

Venus van Milo, voorkant

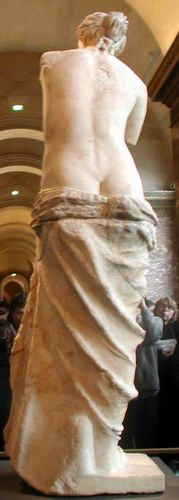
Venus van Milo, achterkant

De Venus van Milo of Aphrodite van Melos (of Milos) is een wereldberoemd Grieks marmeren beeldhouwwerk. Het beeld werd vermoedelijk vervaardigd rond 130 v.Chr. en men denkt dat Alexandros van Antiochia de beeldhouwer was. De beeldhouwer gebruikte het in de oudheid beroemde witte marmer van Paros. Het beeld werd in 1820 door een boer in een veld gevonden op het Egeïsche eiland Milos (Italiaans: Milo, Oudgrieks; Melos) in de Cycladen.
Het beeld kan bezichtigd worden in het Louvre in Parijs. De Venus van Milo wordt beschouwd als een symbool van eeuwige schoonheid.

## Beeldhouwstijl
Het beeld werd gemaakt tijdens de hellenistische periode (323 v.Chr.–30 v.Chr.). Tijdens deze periode evolueerde de Griekse beeldhouwkunst, door zijn contact met het Oosten, in de richting van het realisme, individualisme en naturalisme. De kunstenaars wilden het typische, het menselijke van allerlei figuren weergeven, dus 'echte' mensen. De beeldhouwers streefden er ook naar om een bepaald gevoel (pathos) weer te geven. Vrouwelijke beelden toonden in deze periode zonder schroom hun naaktheid.

## Het beeld
Het beeld stelt de Griekse godin Aphrodite voor (Romeinse godin Venus), de godin van de liefde en de schoonheid. Het is 2,02 m groot en is vervaardigd uit marmer. Het beeld is een werk van de school van Rhodos en de beeldhouwer heeft waarschijnlijk zijn inspiratie gehaald uit een beeld gemaakt door Praxiteles, de Aphrodite van Cnidus. Het beeld is waarschijnlijk een voorstelling van Venus Victrix (de victorieuze Venus) die een gouden appel in haar hand houdt, die ze heeft gekregen van Paris van Troje.

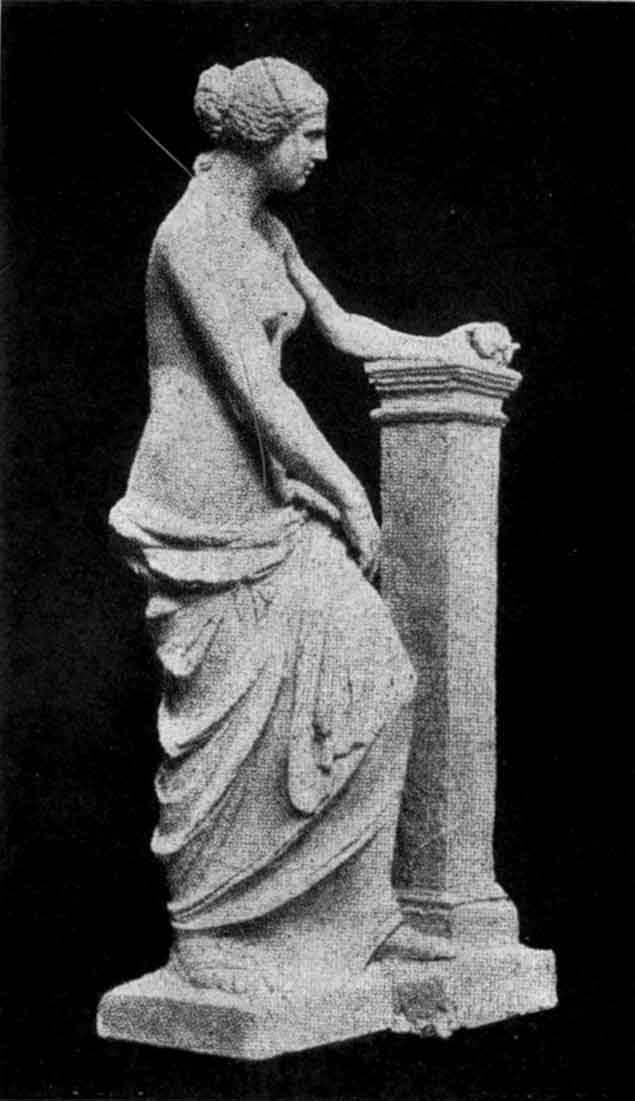
Foto suggereert de originele vorm van de Venus van Milo

In de Venus van Milo zijn duidelijk kenmerken te zien van de hellenistische en de klassieke periode. Zo is de bovenkant van het beeld klassiek en de onderkant hellenistisch. Een ander kenmerk is de contraposthouding, waarvan dit beeld een prachtig voorbeeld is. Het beeld steunt volledig op het rechterbeen, terwijl het linkerbeen ontspannen is. Het linkerbeen en de rechterarm staan vooruit, zodat een s-vorm wordt gecreëerd met een haast onnatuurlijke houding. Het hoofd is opgeheven en straalt waardigheid uit.
Beelden uit de hellenistische periode werden uit verschillende blokken marmer vervaardigd en achteraf zorgvuldig samengevoegd. Zo werd de Venus van Milo vervaardigd uit 7 stenen marmer. Eén steen voor de naakte torso, een voor het gewaad en de benen, elk één steen voor de twee armen, één kleine steen voor de linkervoet, een voor het voetstuk en een voor de pilaar die waarschijnlijk naast het standbeeld stond. Deze werkwijze werd voornamelijk gebruikt om materiaal te besparen. Het was gemakkelijker om verschillende, kleine blokken te nemen dan slechts één grote.
Het standbeeld zou beschilderd geweest zijn met verschillende kleuren en versierd met juwelen. Vandaag zijn echter geen sporen meer te vinden van de kleuren. De enige tekenen van de armbanden, halskettingen, oorringen en de kroon zijn de bevestigingsgaten.
De armen van het beeld zijn verloren gegaan. Waarschijnlijk had het beeld in de linkerhand een appel vast en in de rechterhand helemaal niets. Men veronderstelt dat de linkerarm met de appel in de hand op een pilaar steunde en de rechterarm en hand zich ter hoogte van het bekken bevonden om de afgezakte peplos vast te houden.
Er werden tijdens de opgravingen twee stukken van een linkerarm en een linkerhand met een appel gevonden. Men gelooft dat het overblijfselen waren van de armen van het standbeeld. Verschillende pogingen werden gedaan om het standbeeld te reconstrueren, het werd nooit hersteld.
Een tekening door Adolf Furtwängler suggereert haar originele vorm. Deze tekening is terug te vinden in het artikel van Kousser samen met de overblijfselen van de arm en de hand.

## Geschiedenis van het beeld

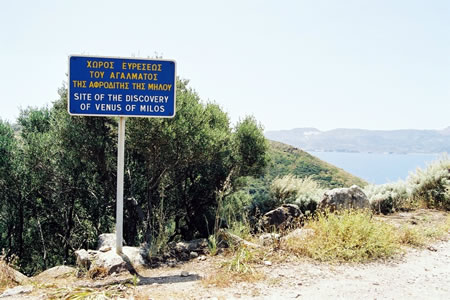
Milos: Vindplaats van de Venus van Milo

De Venus van Milo werd op 8 april 1820 gevonden door een boer, Yorgos Kentrotas genaamd. Op diezelfde dag verlieten de Franse officier Olivier Voutier en twee zeemannen hun schip de Estafette (een Frans oorlogsschip dat in de haven van Milos lag) en gingen op zoek naar overblijfselen van het Oude Griekenland of het Oude Rome. Zij gingen graven nabij de ruïnes van een oud theater en een stenen muur. Toen zij aan het graven waren, was Yorgos Kentrotas op een paar meters van hen ook aan het graven, op zoek naar stenen voor een bouwsel.
Voutier zag op een bepaald moment dat de boer gestopt was met graven en dat hij in een nis in de muur naar iets aan het staren was. Voutier ging naar de boer toe en zag in de nis het bovenste deel van een standbeeld. Voutier gaf de boer geld om het bovenste deel van het standbeeld op te graven en om te zoeken naar de overige delen van het standbeeld. Ze konden enige tijd later het standbeeld (het bovenste, het onderste gedeelte samen met het voetstuk en een klein middenstuk) in elkaar zetten. Voutier realiseerde zich dat het standbeeld van hoge artistieke waarde was en wilde ervoor zorgen dat het beeld in Franse handen viel.
Voutier trok naar een klein dorpje op de top van een heuvel, zo'n 15 minuten lopen van de ruïnes. Daar woonde de Franse vertegenwoordiger van het eiland, viceconsul Louis Brest. Voutier en Brest gingen samen naar de ruïnes en Voutier wilde dat Brest het standbeeld kocht. Brest kon het standbeeld echter niet kopen want daar had hij het nodige geld niet voor. Toch werd er een mondeling akkoord gesloten met Yorgos. Toen Voutier weg was naar het dorpje, zocht de boer verder in de nis en hij vond nog twee stukken van een linkerarm, een linkerhand met een appel en twee hermes.

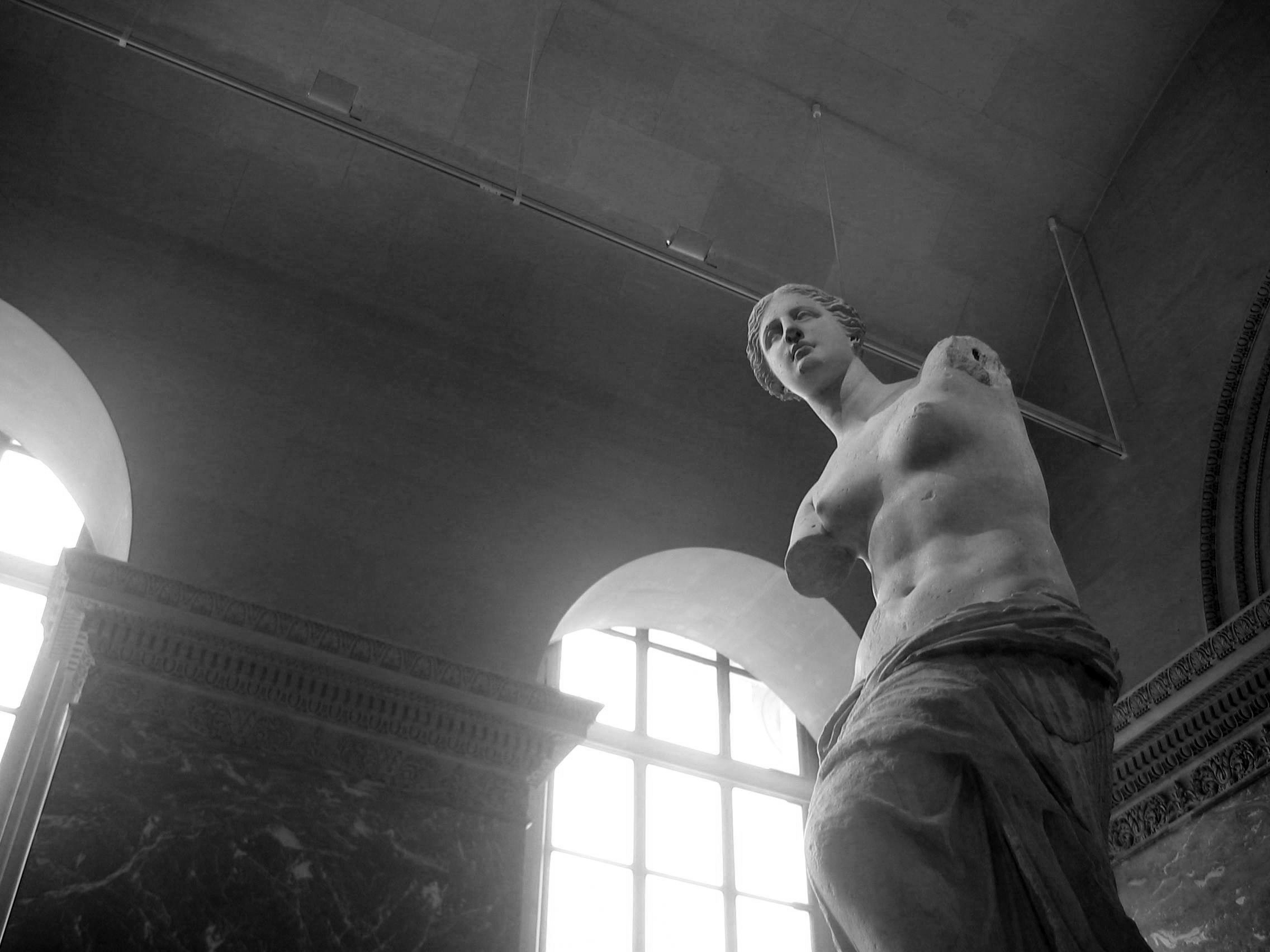
Venus van Milo

Aangezien Brest het standbeeld niet kon kopen, wilde Voutier naar de Franse ambassadeur Marquis de Rivière in Constantinopel gaan. Voutier maakte een tekening van het standbeeld en de twee Hermes. Hij toonde de tekeningen aan de kapitein van zijn schip en probeerde hem te overtuigen om naar Constantinopel (het huidige Istanboel) te varen, zodat de ambassadeur het standbeeld kan kopen. De kapitein weigerde en Voutier gaf vanaf dan al zijn pogingen op.
Gedurende de hele commotie rond het beeld liet Voutier niets van zich horen en hield hij zijn tekeningen bij. Ze kwamen pas 50 jaar later aan het licht.
De ontdekking van het beeld werd snel bekend bij een aantal Franse officieren, waaronder een zekere Jules Sébastien-César Dumont d'Urville die het beeld op 19 april zag en, zoals Voutier, begreep dat het beeld van groot artistiek belang was. De Franse ambassadeur ontving een brief van viceconsul Brest alsmede een aantal enthousiaste berichten van D'Urville betreffend het standbeeld. De ambassadeur besloot het standbeeld te kopen en stuurde zijn diplomaat, graaf de Marcellus, naar Milos.
Yorgos Kentrotas werd echter onder druk gezet door de ouderen van het eiland om het standbeeld te verkopen aan een plaatselijke priester. Deze priester ging het standbeeld als een geschenk geven aan een gids en vertaler (een drogman), die voor de sultan in Constantinopel werkte. Toen graaf de Marcellus in de haven van Milos aankwam, was het standbeeld al op een Russisch fregat geladen dat richting Constantinopel ging. Na vele onderhandelingen en dankzij het slechte weer, dat ervoor zorgde dat geen enkel schip de haven mocht verlaten, werd het beeld naar een Frans schip gebracht.
De Franse ambassadeur, die zo in het bezit van het standbeeld was gekomen, verscheepte het standbeeld naar Frankrijk als een geschenk voor de Franse koning Lodewijk XVIII. Het standbeeld kwam in februari 1821 in Parijs aan. Het standbeeld werd aan de koning getoond en tentoongesteld in het Louvre voor het publiek. Marquis de Rivière werd bekend als de man die het standbeeld kocht voor Frankrijk en D'Urville publiceerde een rapport waarin hij zichzelf, in plaats van Voutier, als de ontdekker van het standbeeld beschouwde. Zijn rapport werd als feit beschouwd.
Bij de aankomst in het Louvre werd het standbeeld in elkaar gezet, maar de stukken van de linkerarm en linkerhand werden opzijgezet omdat men dacht dat het een latere herstelling was door het ruwere handmanschap.

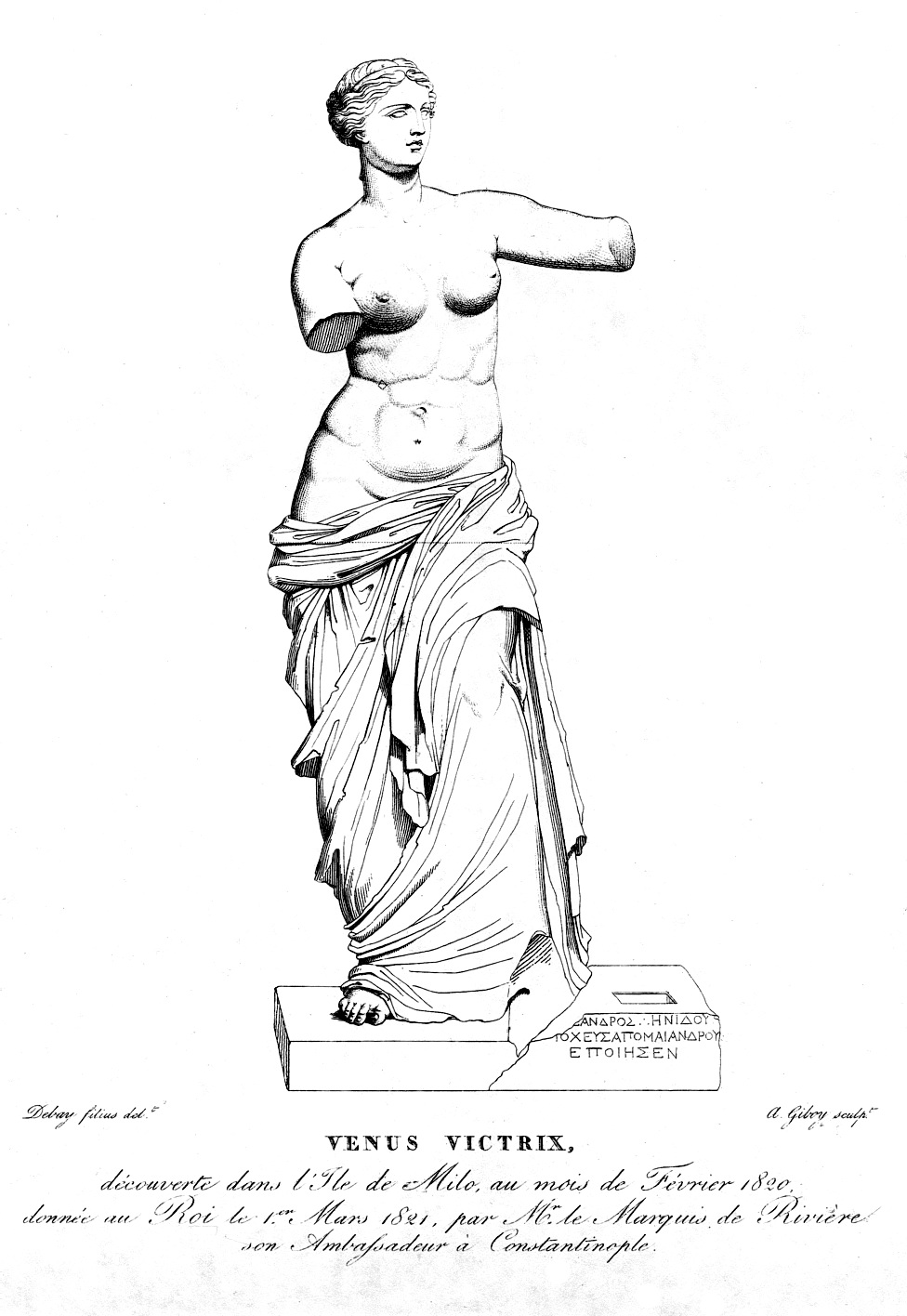
Tekening van Venus van Milo met voetstuk

Naast het mysterie van de armen is er ook nog het mysterie van het voetstuk (zichtbaar op de tekening). Experts hadden het standbeeld gesitueerd in de Klassieke periode als een beeldhouwwerk van de grote kunstenaar Praxiteles. Toen men de tekst op het voetstuk vertaalde, heeft men het net zoals de armen opzijgezet en als een latere aanwinst aan het standbeeld geboekt. Op het voetstuk stond geschreven: (Alex)andros, zoon van Menides, inwoner van Antiochia aan de Meander maakte dit (standbeeld) .... De stijl van de inscriptie en de verwijzing naar Antiochia aan de Meander, een stad die nog niet bestond ten tijde van Praxiteles, betekenden dat het standbeeld uit de hellenistische periode kwam. De hellenistische periode werd echter in de 19de eeuw beschouwd als een inferieure stijl en een periode van verval voor de Griekse kunst. Het voetstuk verdween mysterieus kort voordat het standbeeld aan Lodewijk XVIII werd getoond. Er is alleen een referentie naar het voetstuk via twee tekeningen en een beschrijving.
Het standbeeld kreeg in de 19de eeuw veel belangstelling en faam door haar schoonheid en dankzij de propaganda van de Franse overheid. Graaf de Forbin, de directeur van het Louvre, was zeer opgetogen met het standbeeld want Frankrijk was al een tijdje op zoek naar een meesterwerk uit de Klassieke periode.
In de periode 1796-1815 had Napoleon tijdens zijn militaire campagnes vele kunstwerken uit veroverde gebieden naar het Louvre overgebracht, waaronder de Medici Venus, de Apollo van Belvedère, De Stervende Galliër. De Apollo van Belvedère werd toen beschouwd als de verpersoonlijking van de Klassieke periode. Vandaag denkt men echter dat het beeld een Romeinse kopie is.
Door de nederlaag van Napoleon in Waterloo in 1815 en zijn verbanning naar St. Helena werden heel veel kunstwerken teruggevorderd door verscheidene naties. Medici Venus en de Stervende Galliër werden teruggegeven aan de Italianen en de Apollo van Belvedère aan het Vaticaan.
Van de 19de eeuw tot het interbellum, midden 20e eeuw, werd de datering van het standbeeld door de Duitsers betwist. De Duitsers baseerden zich vooral op de tekeningen en beschrijvingen van personen die het standbeeld zagen voordat het tentoongesteld werd in het Louvre. Bovendien beschouwde Duitsland zichzelf als rechtmatig eigenaar van het standbeeld, aangezien kroonprins Lodewijk I van Beieren in 1817 de ruïnes van het oud theater op Milos kocht. Frankrijk negeerde de eis van de kroonprins.
Tijdens het interbellum (toen de hellenistische periode niet meer beschouwd werd als een periode van verval maar als een periode van grote waarde) veranderde Frankrijk zijn standpunt over de datering. In 1951 schreef Jean Charbonneaux, de conservator van Griekse en Romeinse antiquiteiten in het Louvre, dat het standbeeld dateerde van rond 130 v.Chr. en dus behoorde tot hellenistische periode, bepaald door de Duitse geleerde Furtwangler.

## DeVenus van Miloin de hedendaagse cultuur
- In de film A Zed And Two Noughts van Engels-Nederlandse makelij speelt Frances Barber de rol van een hoer met als bijnaam "de Venus van Milo".
- Kunstenaar Salvador Dalí geeft de Venus van Milo weer in twee van zijn kunstwerken Vénus de Milo aux tiroirs en Le Toréador hallucinogène. Ook in Man Rays schilderijen en objecten keert de Venus van Milo terug, bijvoorbeeld Vénus restaurée.
- Auteur Karin Spaink schreef in 1986 een essay genaamd De Venus van Milo in de betonmolen. De auteur schreef niet over de Venus van Milo, maar vertelde over de wereld van de erotiek.
- In de serie Ninja Turtles: The Next Mutation verscheen een vrouwelijke schildpad met de naam Mei Pei Chi. De 4 mannelijke schildpadden noemden haar echter Venus de Milo.
- De groep Television wijdde hun lied Venus uit het album Marquee Moon aan het standbeeld.
- In de film Carry on Cleo (1964) verliest het standbeeld haar armen doordat het geraakt wordt door het zwaard van Hengist Pod wanneer hij zijn vechttechnieken demonstreert.
- In de episode 2F06, Homer Bad Man, van de televisieserie The Simpsons, gaat Homer naar een snoepconventie en ziet in een glazen kast een gummifiguur in de vorm van de Venus van Milo Nummer 14, foto onderaan de pagina.
- De Amerikaanse humorist Will Rogers (1879-1935) stuurde naar zijn nicht een kaart van de Venus van Milo met het bericht: "Dit gebeurt er als je niet stopt met nagelbijten". Deze waarschuwing werd vaker gehoord.[2]
- In de stripreeks Piet Pienter En Bert Bibber (album 44, Vakantie in Pandora, pagina 38) zegt Professor Kumulus tegen Susan (die op haar nagels bijt van de stress): "bijt niet zo op uw nagels Susan! Dat kan ernstige gevolgen hebben, de Venus van Milo is óók zo begonnen!" (Waarna Susan in gedachten het beeld ziet veranderen, met haar uiterlijk zonder armen, en "NEE!!!" roept.)
- In de populaire Japanse Manga(stripverhaal)/anime(tekenfilm)serie GetBackers, zochten Ginji en Ban naar de verdwenen armen van de Venus van Milo. (Episode 29 in de anime en volume 11 tot 14 in de manga).
- In de populaire anime Sailor Moon, zegt Sailor Venus: "Wat ben ik? Venus van Milo?"
- In het album van Miles Davis Birth of the Cool komt er een lied voor getiteld Venus Of Milo.
- In de roman van Wright Morris Love Among the Cannibals wordt het personage Eva omschreven als Venus met armen.
- De Venus van Milo verschijnt in de rode kamer, een raadselachtige droomlocatie in de televisieserie Twin Peaks van David Lynch en Mark Frost.
- In de film The Dreamers door Bernardo Bertolucci poseert Isabelle (Eva Green) als de Venus van Milo.
- De Australische hardrockgroep AC/DC beschrijft in hun lied Touch Too Much een vrouw met het lichaam van Venus met armen.
- Rock-'n-roll-legende Chuck Berry suggereerde in zijn lied Brown-Eyed Handsome Man dat de Venus van Milo haar beide armen verloor in een worstelmatch.
- In de Disneyfilm Hercules verliest het standbeeld zijn beide armen door een verdwaalde discus.
- In de episode Armless but Not Harmless van de animatieserie The Tick moeten The Tick en Arthur tegen een slechterik genaamd Venus en zijn hulpje genaamd Milo vechten. Ze hebben een wapen dat ervoor zorgt dat de armen afvallen.
- Jon Bon Jovi (van de groep Bon Jovi) verwijst naar Venus van Milo in het lied Queen of New Orleans van het album Destination Anywhere.
- In de Marvel Comicstitel X-statix, is er een personage genaamd "Venus Dee Milo" die, doordat ze bestaat uit energie, geen zichtbare armen heeft.
- Prince heeft in zijn album Parade uit 1986 een lied Venus de Milo.
- In de Asterix-film Asterix en de helden, toont men hoe Obelix in "de plaats die je krankzinnig maakt" de armen van een standbeeld vernietigt dat de Venus van Milo blijkt te zijn.
- In de film Robin Hood: Men in Tights van Mel Brooks komt een kopie van het standbeeld voor. De bediende van Robin Hood, Blinkin, verwart Robin met het standbeeld en zegt: "Je bent terug van de kruistochten! Je hebt je armen in de strijd verloren, maar je heb een paar mooie borsten!"
- Neofolk artiest Jewel verwijst naar de Venus van Milo in haar lied Jupiter van het album Spirit.
- De groep The Explorers met o.a. Andy Mackay hebben een nummer Venus de Milo uitgebracht.